# Elgaria kingii
Elgaria kingii е вид влечуго от семейство Слепоци (Anguidae).

## Разпространение
Видът е разпространен в Мексико и САЩ.